# Дојчило Митровић
Дојчило Митровић (Чачак, 1. септембар 1907 — Београд, 1. септембар 1995) био је новинар, публициста, уредник, као и оснивач и директор Завода за издавање уџбеника.

## Биографија
Дојчило Митровић је рођен 1. септембра 1907. године у Чачку. Потиче из бројне породице, у којој је имао три брата и две сестре. Мајка Милка, сама је одшколовала сву децу, јер је отац Сава, био учесник балканских ратова и Првог светског рата, а 1915. године је умро од тифуса.
Дојчило Митровић завршио је Гимназију у Чачку и Правни факултет у Београду. Новинар „Политике“ постао је 1929. године, а 1935. новинар у гласилу „Време“ где је именован за главног и одговорног уредника 1941. године. Убрзо је по избијању Другог светског рата мобилисан, а затим одведен у заробљеништво у Суботицу. Његов новинарски дух није ни тада мировао, па је 1944. године у Суботици, основао и уређивао лист „Слободна Бачка“. У Београду је поново 1945, у „Политици“, где је уредник до 1947, када прелази у „Борбу“. Две године касније постаје новинар и издавач „Нолита“ и тај посао обавља до 1956. године. Следеће године Митровић ради на оснивању Завода за издавање уџбеника чији ће директор бити до одласка у пензију 1973. године. Умро је у кругу своје породице 1. септембра 1995. године у 88. години.
Поред редовних послова уређивао је и листове: „У домовину!“, илустровани лист „Југославија“ и „Билтен Удружења новинара НРС“ . Објављивао је бројне чланке у разним публикацијама. На основу онога што је написао и сакупио Митровић се сматра истинским хроничарем свога времена. Његов рад на оживљавању чачанске периодике је од несумњивог значаја за перод између два рата, јер тада није било листова и часописа који су излазили у дужем периоду.

## Награде
- Орден Светог Саве четвртог степена
- Орден рада са црвеном заставом
- Награда Светозар Марковић
- Орден заслуга за народ